# Tubu (Botswana)
Tubu é uma vila localizada no Distrito do Noroeste em Botswana. Possuía, em 2011, uma população estimada de 483 habitantes.